# Stereochilus (orquídea)
Stereochilus es un género de orquídeas epifitas originarias desde India a Malasia. Comprende 9 especies descritas y de estas, solo 7 aceptadas.

## Taxonomía
El género fue descrito por John Lindley y publicado en Journal of the Proceedings of the Linnean Society 3: 38. 1858.

## Especies aceptadas
A continuación se brinda un listado de las especies del género Stereochilus (orquídea) aceptadas hasta marzo de 2013, ordenadas alfabéticamente. Para cada una se indica el nombre binomial seguido del autor, abreviado según las convenciones y usos.
- Stereochilus brevirachis Christenson
- Stereochilus dalatensis (Guillaumin) Garay
- Stereochilus erinaceus (Rchb.f.) Garay
- Stereochilus hirtus Lindl.
- Stereochilus laxus (Rchb.f.) Garay
- Stereochilus pachyphyllus (Cavestro) Cavestro
- Stereochilus ringens (Rchb.f.) Garay